# Théories de la plus-value

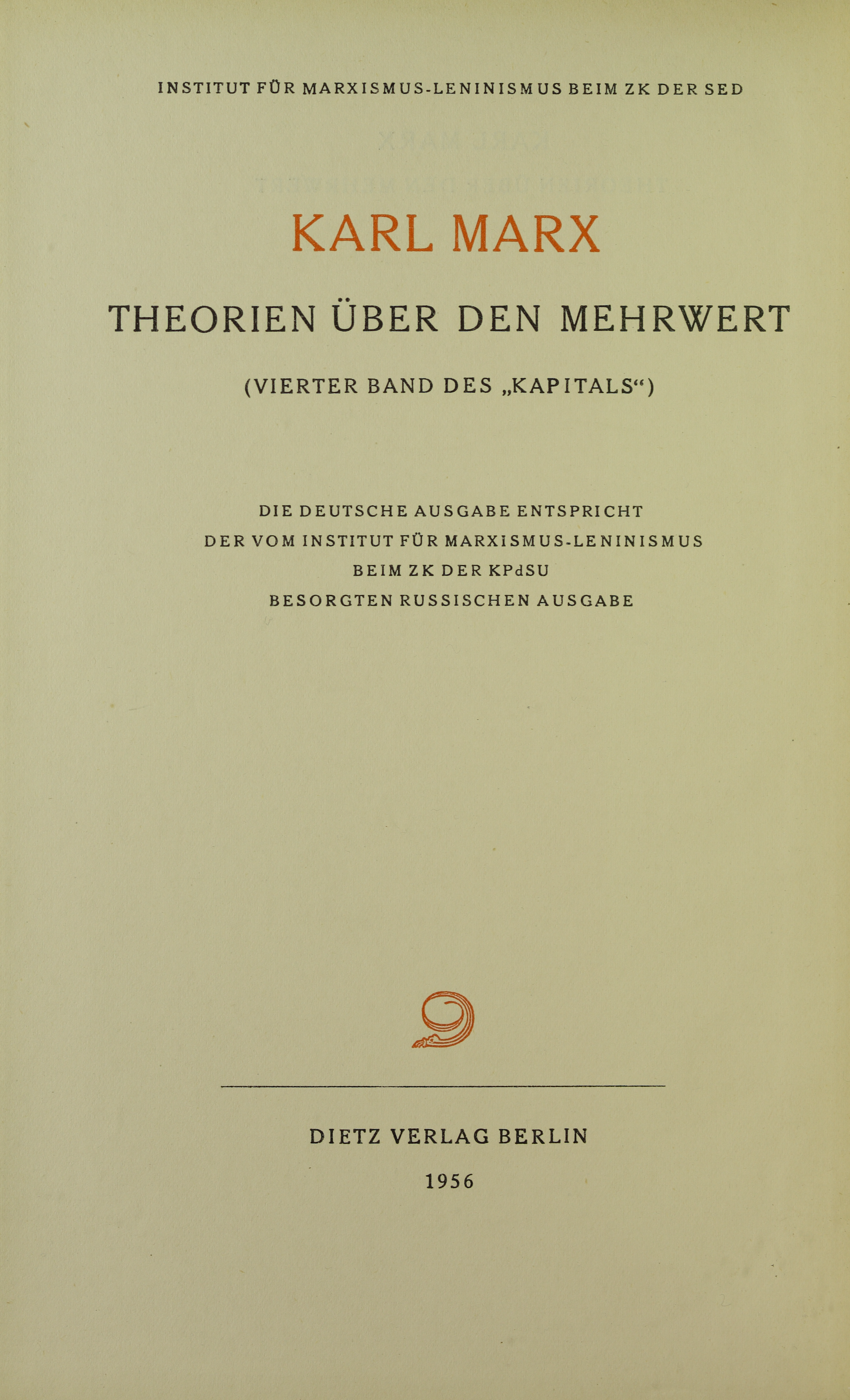
Théories de la plus-value, édition de 1956

Théories de la plus-value est un ouvrage de Karl Marx publié de 1905 à 1910 à titre posthume, réunissant les écrits datant de janvier 1862 à juillet 1863, avec un total de 24 chapitres, comme le quatrième volume du Capital. Les écrits ont été publiés pour la première fois par Karl Kautsky.
L'ouvrage se propose d'être une analyse historique et critique de différents courants de pensées au sein de l'économie politique.